# Gymnopédies
Les Gymnopédies són tres obres per a piano compostes per Erik Satie publicades a París el 1888.

## La música
Les Gymnopédies són peces lleugeres però atípiques que desafien deliberadament nombroses regles de la música clàssica i la contemporània mateixa. Aquest rebuig desvergonyit per les convencions és tanmateix poc perceptible per a l'oient car la música és portada per una forta càrrega emocional i l'elegància de la narració.
Els tres trossos són escrits segons un ritme ternari (3/4) i tenen tots un tema i una estructura similars.
Les Gymnopédies són peces etèries de vegades considerades com precursors de l'ambient. En efecte, Brian Eno, l'emblemàtic pioner d'aquest moviment musical, ha citat Satie com una de les seves majors influències. Satie va crear el terme «música de mobiliari» per definir algunes de les seves obres, significant que podien realment convenir com a fons sonor. Però aquest terme ha estat creat el 1917 i Satie no l'ha aplicat a les Gymnopédies. A la segona meitat del segle xx, les Gymnopédies han estat sovint descrites com a part de la «música de mobiliari» de Satie, sens dubte basant-se en les interpretacions musicals de John Cage.

## Composició i publicació
És després d'haver llegit Salamboo de Gustave Flaubert que Satie té la idea de peces per a piano inspirada pels balls de l'antiguitat grega. La serie entra en la categoria de les obres del seu període Montmartroise. Les peces van ser publicades per primera vegada pel seu pare Alfred Satie, però no van conèixer una veritable popularitat fins a partir de 1910, quan la jove generació de compositors i d'intèrprets francesos de l'època van descobrir la seva música.

## Nom
Satie va triar el nom de les Gimnopèdies, un festival de dansa protagonitzat per joves ballarins nus de l'antiga'Esparta. Els balls de les Gimnopèdies són esmentats sobretot per Xenofont en les Hel·lèniques, per Plató a Les Lleis i per Plutarc al seu Tractat de la música. La temàtica grega antiga ha recorregut tota l'obra de Satie, de les Gnossiennes fins a La mort de Socrate, i segons Jean-Joël Barbier potser va triar el mot en al·lusió a les nocions d'ascetisme i d'austeritat que es refereixen a tot el que té relació amb la civilització espartana, dues nocions afins a l'estètica satista.

## Les orquestracions de Debussy
Fins al 1896, la popularitat i la situació financera de Satie eren d'allò més baixes. Claude Debussy, del qual la reputació creixia en aquesta època, va decidir fer un esforç per atreure l'atenció del públic sobre el treball del seu amic orquestrant les Gymnopédies.
Segons Debussy, la 2a gymnopédie no es prestava a una orquestració, es va dedicar doncs a la 3a i a la 1a, invertint la seva numeració:
Primera gymnopédie (versió original per a piano de Satie) → 3a gymnopédie (orquestració de Debussy)
Tercera gymnopédie (versió original per a piano de Satie) → 1a gymnopédie (orquestració de Debussy)
La primera representació de les dues versions orquestrals de Debussy va tenir lloc el febrer de 1897 i les partitures van ser publicades el 1898.
L'orquestració de la segona gymnopédie no va ser realitzada fins força decennis més tard, per altres compositors, i no és gaire donada.